# Europamästerskapet i basket för damer 1987
Europamästerskapet i basket för damer 1987 spelades i Cádiz, Jerez och El Puerto de Santa María i Spanien och var den 21:a EM-basketturneringen som avgjordes för damer. Turneringen spelades mellan den 4 och 11 september 1987 och totalt deltog tolv lag i turneringen där Sovjetunionen blev Europamästare före Jugoslavien och Ungern, det var Sovjetunionens 19:e EM-guld.

## Kvalificerade länder
| - Spanien (som arrangör) - Bulgarien - Finland - Frankrike - Italien - Jugoslavien | - Polen - Rumänien - Sovjetunionen - Sverige - Tjeckoslovakien - Ungern |

## Gruppspelet

### Spelsystem
De tolv lagen som var med i EM var indelade i två grupper med sex lag i vardera. Alla lagen mötte alla en gång i sin grupp innan de två bästa lagen i varje grupp gick vidare till semifinalspel, medan lag tre och fyra spelade om platserna fem till åtta och de två sämsta laget i varje grupp spelade om plats nio och tolv. Seger i en match gav två poäng och förlust gav en poäng.
|  | Laget spelade om plats 1-4  |
|  | Laget spelade om plats 5-8  |
|  | Laget spelade om plats 9-12 |

### Grupp A
| Plats                                                            | Nation    | Spelade | Vinster | Förluster | Mål       | Målskillnad | Poäng |
| ---------------------------------------------------------------- | --------- | ------- | ------- | --------- | --------- | ----------- | ----- |
| 1                                                                | Sovjet    | 5       | 5       | 0         | 545 – 294 | +251        | 10    |
| 2                                                                | Ungern    | 5       | 4       | 1         | 448 – 391 | +57         | 9     |
| 3                                                                | Sverige   | 5       | 2       | 3         | 380 – 475 | -95         | 7     |
| 4                                                                | Frankrike | 5       | 2       | 3         | 336 – 402 | -66         | 7     |
| 5                                                                | Polen     | 5       | 1       | 4         | 371 – 416 | -45         | 6     |
| 6                                                                | Rumänien  | 5       | 1       | 4         | 311 – 413 | -102        | 6     |
| Inbördes möten avgör placering när två lag hamnar på samma poäng |           |         |         |           |           |             |       |

| 4 september 1987 kl 17:00 (CET) | Frankrike | 71 – 82 (29-45) Rapport | Ungern | Jerez |
| 4 september 1987 kl 17:00 (CET) |           |                         |        | Jerez |

| 4 september 1987 kl 19:00 (CET) | Sverige | 76 – 77 (31-36) Rapport | Rumänien | Jerez |
| 4 september 1987 kl 19:00 (CET) |         |                         |          | Jerez |

| 4 september 1987 kl 21:30 (CET) | Sovjet | 95 – 62 (57-34) Rapport | Polen | Jerez |
| 4 september 1987 kl 21:30 (CET) |        |                         |       | Jerez |

| 5 september 1987 kl 17:30 (CET) | Sverige | 83 – 78 (31-40) (Förlängning: 11-6) Rapport | Frankrike | Jerez |
| 5 september 1987 kl 17:30 (CET) |         |                                             |           | Jerez |

| 5 september 1987 kl 19:30 (CET) | Sovjet | 95 – 52 (47-25) Rapport | Rumänien | Jerez |
| 5 september 1987 kl 19:30 (CET) |        |                         |          | Jerez |

| 5 september 1987 kl 21:30 (CET) | Polen | 83 – 103 (35-57) Rapport | Ungern | Jerez |
| 5 september 1987 kl 21:30 (CET) |       |                          |        | Jerez |

| 6 september 1987 kl 17:30 (CET) | Rumänien | 63 – 72 (29-38) Rapport | Frankrike | Jerez |
| 6 september 1987 kl 17:30 (CET) |          |                         |           | Jerez |

| 6 september 1987 kl 19:30 (CET) | Polen | 81 – 84 (54-48) Rapport | Sverige | Jerez |
| 6 september 1987 kl 19:30 (CET) |       |                         |         | Jerez |

| 6 september 1987 kl 21:30 (CET) | Sovjet | 110 – 70 (49-42) Rapport | Ungern | Jerez |
| 6 september 1987 kl 21:30 (CET) |        |                          |        | Jerez |

| 7 september 1987 kl 17:30 (CET) | Rumänien | 66 – 80 (36-45) Rapport | Polen | Jerez |
| 7 september 1987 kl 17:30 (CET) |          |                         |       | Jerez |

| 7 september 1987 kl 19:30 (CET) | Ungern | 103 – 74 (50-39) Rapport | Sverige | Jerez |
| 7 september 1987 kl 19:30 (CET) |        |                          |         | Jerez |

| 7 september 1987 kl 21:30 (CET) | Sovjet | 109 – 47 (58-21) Rapport | Frankrike | Jerez |
| 7 september 1987 kl 21:30 (CET) |        |                          |           | Jerez |

| 8 september 1987 kl 17:30 (CET) | Sovjet | 136 – 63 (70-39) Rapport | Sverige | Jerez |
| 8 september 1987 kl 17:30 (CET) |        |                          |         | Jerez |

| 8 september 1987 kl 19:30 (CET) | Frankrike | 68 – 65 (33-28) Rapport | Polen | Jerez |
| 8 september 1987 kl 19:30 (CET) |           |                         |       | Jerez |

| 8 september 1987 kl 21:30 (CET) | Ungern | 90 – 53 (49-33) Rapport | Rumänien | Jerez |
| 8 september 1987 kl 21:30 (CET) |        |                         |          | Jerez |

### Grupp B
| Plats | Nation          | Spelade | Vinster | Förluster | Mål | Målskillnad | Poäng |
| --- | --------------- | ------- | ------- | --------- | --- | ----------- | ----- |
| 1 | Jugoslavien     | 5       | 5       | 0         | –   | +           | 10    |
| 2 | Tjeckoslovakien | 5       | 4       | 1         | –   | +           | 9     |
| 3 | Italien         | 5       | 2       | 3         | –   | +           | 7     |
| 4 | Spanien         | 5       | 2       | 3         | –   | ±           | 7     |
| 5 | Bulgarien       | 5       | 2       | 3         | –   | -           | 7     |
| 6 | Finland         | 5       | 0       | 5         | –   | -           | 5     |
| Inbördes möten avgör placering när tre lag hamnar på samma poäng Italien besegrade Bulgarien med 85-74 (+11 poäng), Bulgarien besegrade Spanien med 84-74 (+10 poäng) och Spanien besegrade Italien med 83-73 (+10 poäng), vilket gjorde att Italien fick +1, Spanien ±0 och Bulgarien -1 i inbördes möten |                 |         |         |           |     |             |       |

| 4 september 1987 kl 16:30 (CET) | Italien | 65 – 73 (37-46) Rapport | Jugoslavien | El Puerto de Santa María |
| 4 september 1987 kl 16:30 (CET) |         |                         |             | El Puerto de Santa María |

| 4 september 1987 kl 19:30 (CET) | Spanien | 74 – 45 (33-19) Rapport | Finland | El Puerto de Santa María |
| 4 september 1987 kl 19:30 (CET) |         |                         |         | El Puerto de Santa María |

| 4 september 1987 kl 21:30 (CET) | Tjeckoslovakien | 95 – 76 (53-34) Rapport | Bulgarien | El Puerto de Santa María |
| 4 september 1987 kl 21:30 (CET) |                 |                         |           | El Puerto de Santa María |

| 5 september 1987 kl 17:30 (CET) | Jugoslavien | 73 – 71 (39-31) (Förlängning: 10-8) Rapport | Bulgarien | El Puerto de Santa María |
| 5 september 1987 kl 17:30 (CET) |             |                                             |           | El Puerto de Santa María |

| 5 september 1987 kl 19:30 (CET) | Spanien | 47 – 49 (20-27) Rapport | Tjeckoslovakien | El Puerto de Santa María |
| 5 september 1987 kl 19:30 (CET) |         |                         |                 | El Puerto de Santa María |

| 5 september 1987 kl 21:30 (CET) | Italien | 87 – 69 (47-36) Rapport | Finland | El Puerto de Santa María |
| 5 september 1987 kl 21:30 (CET) |         |                         |         | El Puerto de Santa María |

| 6 september 1987 kl 12:00 (CET) | Jugoslavien | 60 – 58 (38-24) Rapport | Spanien | El Puerto de Santa María |
| 6 september 1987 kl 12:00 (CET) |             |                         |         | El Puerto de Santa María |

| 6 september 1987 kl 19:00 (CET) | Finland | 55 – 100 (33-54) Rapport | Tjeckoslovakien | El Puerto de Santa María |
| 6 september 1987 kl 19:00 (CET) |         |                          |                 | El Puerto de Santa María |

| 6 september 1987 kl 21:00 (CET) | Italien | 85 – 74 (35-42) Rapport | Bulgarien | El Puerto de Santa María |
| 6 september 1987 kl 21:00 (CET) |         |                         |           | El Puerto de Santa María |

| 7 september 1987 kl 17:30 (CET) | Italien | 60 – 88 (35-39) Rapport | Tjeckoslovakien | El Puerto de Santa María |
| 7 september 1987 kl 17:30 (CET) |         |                         |                 | El Puerto de Santa María |

| 7 september 1987 kl 19:30 (CET) | Bulgarien | 84 – 74 (50-40) Rapport | Spanien | El Puerto de Santa María |
| 7 september 1987 kl 19:30 (CET) |           |                         |         | El Puerto de Santa María |

| 7 september 1987 kl 21:30 (CET) | Finland | 58 – 81 (37-38) Rapport | Jugoslavien | El Puerto de Santa María |
| 7 september 1987 kl 21:30 (CET) |         |                         |             | El Puerto de Santa María |

| 8 september 1987 kl 17:30 (CET) | Bulgarien | 98 – 78 (45-25) Rapport | Finland | El Puerto de Santa María |
| 8 september 1987 kl 17:30 (CET) |           |                         |         | El Puerto de Santa María |

| 8 september 1987 kl 19:30 (CET) | Italien | 73 – 83 (36-36) Rapport | Spanien | El Puerto de Santa María |
| 8 september 1987 kl 19:30 (CET) |         |                         |         | El Puerto de Santa María |

| 8 september 1987 kl 21:30 (CET) | Tjeckoslovakien | 76 – 77 (39-44) (Förlängning: 5-6) Rapport | Jugoslavien | El Puerto de Santa María |
| 8 september 1987 kl 21:30 (CET) |                 |                                            |             | El Puerto de Santa María |

## Placeringsmatcher

### Match om 9:e - 12:e plats
| 10 september 1987 kl 09:00 (CET) | Polen | 93 – 64 (49-26) Rapport | Finland | Cádiz |
| 10 september 1987 kl 09:00 (CET) |       |                         |         | Cádiz |

| 10 september 1987 kl 10:45 (CET) | Bulgarien | 106 – 71 (61-30) Rapport | Rumänien | Cádiz |
| 10 september 1987 kl 10:45 (CET) |           |                          |          | Cádiz |

### Match om 11:e plats
| 11 september 1987 kl 09:00 (CET) | Finland | 64 – 65 (27-32) Rapport | Rumänien | Cádiz |
| 11 september 1987 kl 09:00 (CET) |         |                         |          | Cádiz |

### Match om 9:e plats
| 11 september 1987 kl 10:45 (CET) | Polen | 80 – 81 (36-43) Rapport | Bulgarien | Cádiz |
| 11 september 1987 kl 10:45 (CET) |       |                         |           | Cádiz |

### Match om 5:e - 8:e plats
| 10 september 1987 kl 12:30 (CET) | Italien | 81 – 65 (44-31) Rapport | Frankrike | Cádiz |
| 10 september 1987 kl 12:30 (CET) |         |                         |           | Cádiz |

| 10 september 1987 kl 19:30 (CET) | Sverige | 76 – 92 (32-44) Rapport | Spanien | Cádiz |
| 10 september 1987 kl 19:30 (CET) |         |                         |         | Cádiz |

### Match om 7:e plats
| 11 september 1987 kl 12:30 (CET) | Frankrike | 54 – 70 (35-32) Rapport | Sverige | Cádiz |
| 11 september 1987 kl 12:30 (CET) |           |                         |         | Cádiz |

### Match om 5:e plats
| 11 september 1987 kl 17:00 (CET) | Spanien | 87 – 102 (41-47) Rapport | Italien | Cádiz |
| 11 september 1987 kl 17:00 (CET) |         |                          |         | Cádiz |

## Slutspelet

### Semifinaler
| 10 september 1987 kl 17:30 (CET) | Jugoslavien | 72 – 71 (36-33) Rapport | Ungern | Cádiz |
| 10 september 1987 kl 17:30 (CET) |             |                         |        | Cádiz |

| 10 september 1987 kl 21:30 (CET) | Sovjet | 89 – 81 (40-37) Rapport | Tjeckoslovakien | Cádiz |
| 10 september 1987 kl 21:30 (CET) |        |                         |                 | Cádiz |

### Bronsmatch
| 11 september 1987 kl 19:00 (CET) | Ungern | 75 – 67 (38-28) Rapport | Tjeckoslovakien | Cádiz |
| 11 september 1987 kl 19:00 (CET) |        |                         |                 | Cádiz |

### Final
| 11 september 1987 kl 21:00 (CET) | Sovjet | 83 – 73 (44-33) Rapport | Jugoslavien | Cádiz |
| 11 september 1987 kl 21:00 (CET) |        |                         |             | Cádiz |

| Europamästare: Sovjets 19:e EM-titel |

## Slutplaceringar
| 1  | Sovjet          |
| 2  | Jugoslavien     |
| 3  | Ungern          |
| 4  | Tjeckoslovakien |
| 5  | Italien         |
| 6  | Spanien         |
| 7  | Sverige         |
| 8  | Frankrike       |
| 9  | Bulgarien       |
| 10 | Polen           |
| 11 | Rumänien        |
| 12 | Finland         |